# Jowzjan (provins)
Jowzjan-provinsen er en af Afghanistan 34 provinser. Den ligger i den nordlige del af landet, og grænser til Turkmenistan mod nord, provinserne Balkh mod øst, Sar-e Pol mod syd og Faryab mod vest. Administrationscenteret er byen Sheberghan. Befolkningen består af usbekere, turkmener, dari og pashto-folk.
36°45′N 66°0′Ø / 36.750°N 66.000°Ø